# Lutjanus coeruleolineatus
El pargo estriado es la especie Lutjanus coeruleolineatus, un pez marino de la familia Lutjanidae en el orden de los Perciformes.

## Morfología
Los machos pueden llegar alcanzar los 40 cm de longitud total. Posee diez espinas dorsales, con unas características siete u ocho rayas longitudinales de color azul en el lateral y un gran punto oscuro sobre la línea lateral, así como pequeños puntos azules en la cabeza.

## Hábitat y distribución geográfica
Es un pez de mar de clima tropical y asociado a los arrecifes de coral, que vive entre 10 a 20 m de profundidad en pequeños grupos de adultos.
Se distribuye por las costas del océano Índico alrededor de la Península arábiga, salvo el norte del Mar Rojo y el Golfo Pérsico.